# Fanals de Vic
Els fanals commemoratius del I Centenari del naixement de Jaume Balmes estaven situats a la plaça Major de Vic. Eren uns fanals-obelisc d'estil modernista dissenyats per Antoni Gaudí el 1910. Van ser enderrocats el 1924 a causa del seu mal estat de conservació.
Gaudí va realitzar aquesta obra en els últims anys de la seva carrera, dedicats gairebé en exclusiva a la Sagrada Família. En aquest període va arribar a la culminació del seu estil naturalista, fent una síntesi de totes les solucions i estils provats fins aquell llavors. L'arquitecte aconsegueix una perfecta harmonia en la interrelació entre els elements estructurals i els ornamentals, entre plàstica i estètica, entre funció i forma, entre contingut i continent, aconseguint la integració de totes les arts en un tot estructurat i lògic.

## Història i descripció

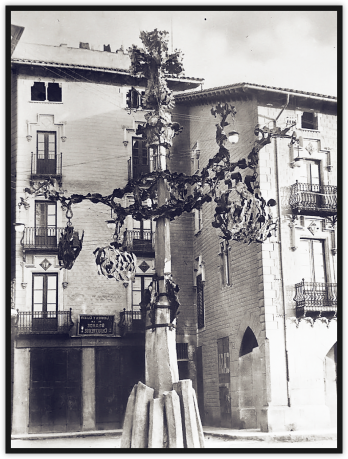
Fotografia d'un dels fanals

Al maig de 1910 Gaudí va passar una breu estada de tres setmanes de repòs a Vic, per consell del pare jesuïta Ignacio Casanovas. El motiu va ser una anèmia cerebral o una depressió nerviosa. Aquí va rebre l'encàrrec de dissenyar un monument en commemoració del primer centenari del naixement de l'eclesiàstic i filòsof vigatà Jaume Balmes. En el seu lloc l'arquitecte va pensar que seria més pràctic la col·locació d'uns fanals decorats a manera de monument, dels quals es van realitzar dos, situats en un costat de la plaça Major de la ciutat, en la desembocadura del carrer de Verdaguer. Gaudí ja havia dissenyat diversos fanals en la seva joventut, com els situats a la plaça Reial (1879) i al Pla de Palau (1889) de Barcelona, o uns per a la muralla de mar de la Ciutat Comtal que no van arribar a realitzar-se (1880).

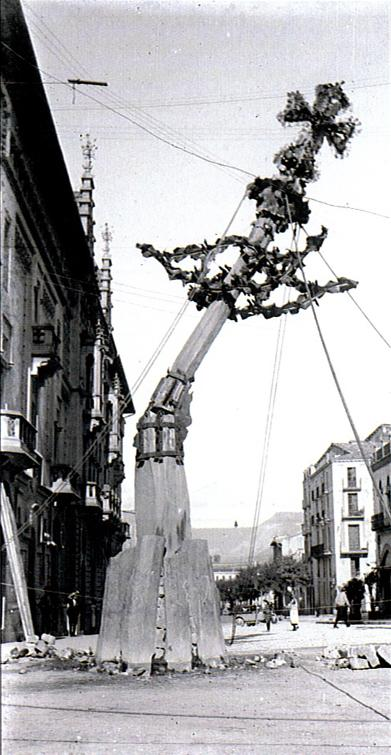
Enderrocament dels fanals (1924)

La realització dels fanals va ser dirigida per Josep Canaleta, ajudant de Gaudí, i executada pel contractista Lluís Illa i els manyans Joan Colomer i Ramon Collell. L'arquitecte Josep Maria Jujol, també ajudant de Gaudí en aquells dies, va intervenir en la decoració, donant un toc daurat als ferros.
Eren uns fanals en forma d'obelisc, amb base i fust de pedra basàltica de Castellfollit de la Roca i braços de ferro forjat, rematats per una creu de quatre braços, també de ferro. Un dels fanals tenia el basament format per un sol bloc de basalt, mentre que l'altre tenia diversos blocs que apuntalaven la columna com si fossin contraforts. El primer era més senzill, amb una rematada de perfil corb semblant a un bàcul que sostenia el llum i una rematada en creu. El segon tenia dos braços de ferro dels quals penjaven tres planxes de ferro amb sis lluminàries de globus de cristall i, a manera de decoració i com a commemoració a Balmes, figuraven les dates de naixement i defunció de l'escriptor (28 d'agost de 1810 i 9 de juliol de 1848), així com diversos motius vegetals. La rematada era igualment una creu.
L'aspecte general d'aquests fanals era naturalista, amb la pedra escalabornada i els elements de ferro de formes sinuoses i retorçades. El que tenia dos braços semblava un arbre amb les seves branques i les seves fulles, amb elements penjants a manera de raïms, i la creu tenia unes punxes que assemblaven espines.
Pel que sembla, Gaudí havia previst col·locar en la base dels fanals uns bancs per a asseure's, de forma circular, que finalment no es van realitzar.
Els fanals van ser inaugurats el 7 de setembre de 1910, amb la presència de la infanta Isabel de Borbó i el bisbe de Vic, Josep Torras i Bages. El 1924, lamentablement, van ser enderrocats a causa del seu mal estat de conservació. L'Ajuntament de Vic va descartar la restauració dels fanals, que hauria estat factible, a causa del seu elevat cost. També va desestimar un recurs interposat per diversos veïns que assenyalaven el seu caràcter commemoratiu. L'enderrocament es va produir el 12 d'agost de 1924.